# Antichloris painei
Antichloris painei är en fjärilsart som beskrevs av Rothschild 1912. Antichloris painei ingår i släktet Antichloris och familjen björnspinnare. Inga underarter finns listade i Catalogue of Life.